# Hodočasnička crkva sv. Ivana Nepomuka
Hodočasnička crkva sv. Ivana Nepomuka je crkva u obliku petokrake posvećena sv. Ivanu Nepomuku u mjestu Žďár nad Sázavou na Zelenoj Hori (njemački: Gruneberg) koja je na granici čeških povijesnih pokrajina, Bohemije i Moravske. To je krunsko djelo češkog baroknog arhitekta, J. S. Aichela, koji je spojio Borrominijev barok s gotičkim elementima u konstrukciji crkve, ali i u njezinoj dekoraciji.
Nakon što je katolička crkva proglasila relikviju jezika sv. Ivana Nepomuka za "nepropadljivu" 1719. god., odmah se pristupilo izgradnji prikladne hodočasničke crkve na mjestu gdje je ovaj svetac primio prvi vjerski nauk. Posvećena je 1720. godine, u vrijeme procesa beatifikacije sv. Ivana Nepomuka (proglašen je blaženim 1721., a kanoniziran 1729. godine), ali je izgradnja nastavljena do 1727. Crkvu, njezino uređenje i njezin namještaj dizajnirao je Santini u duhu jako kompliciranog simbolizma i gotičkih elemenata koji su tada bili jako rijetki i originalni. Crkva je neovisna prostorna stvarnost temeljena na dominaciji broja "5" koji se ponavlja posvuda u crkvi, stranicama tornja, proporcijama i tlocrtu.
Pola stoljeća poslije, nakon požara, oblik krova je promijenjen, a 1994. godine upisana je na UNESCO-ov popis mjesta svjetske baštine u Europi kao neobično i originalno djelo velikog arhitekta.
- Crkva izvana
- Originalni crtež J. S. Aichela
- Originalni crtež tlocrta prizemlja J. S. Aichela
- Prilaz crkvi
- Dvorište oko crkve
- Glavni oltar

## Vanjske poveznice
- Službena stranica  Arhivirana inačica izvorne stranice od 6. veljače 2012. (Wayback Machine) (češ.)

### Ostali projekti
|  | Zajednički poslužitelj ima još gradiva o temi Hodočasnička crkva sv. Ivana Nepomuka |